# Willy Tell
Willy Tell (* 12. Oktober 1966 in Doppleschwand, Kanton Luzern; bürgerlicher Name Willy Vogel) ist ein Schweizer Musiker, Komponist und Texter. Sein Markenzeichen ist das schwarz-weisse Örgeli.

## Biografie
Willy Vogel wurde als fünftes von sechs Kindern am 36. Geburtstag seiner Mutter geboren. Er wuchs mit seinen zwei Schwestern und drei Brüdern auf einem Bauernhof auf. Schon früh beschäftigte er sich intensiv mit Musik. Er nahm sechs Jahre lang Akkordeonunterricht, absolvierte zwei Jahre die Jazz-Schule in Luzern und besuchte die Academy of Contemporary Music Zürich.

## Musikerkarriere
Ein Kollege Willy Tells gründete die Gruppe Snail, die er später übernahm. Anfangs waren die meisten Stücke Coverversionen, später verfasste Willy Tell eigene Mundarttexte für bekannte Lieder.
Im Jahre 2000 gründete Willy Tell die Formation ChueLee. Der Name sollte die Verbindung des Modernen mit dem Traditionellen symbolisieren. Neben den Bandmitgliedern von Snail kam 2002 sein Jugendfreund Christian Duss dazu. Aufgrund persönlicher Differenzen verliess Willy Tell 2009 die Gruppe.
Seit April 2009 war Willy Tell mit seinem neuen Projekt Willy Tell & sini Buebä und dem Album Volks-Alpen-Rock unterwegs.
Seit 2012 trat Willy Tell auch wieder im Duo oder Trio auf. Mit dem Album „Musiker, ledig sucht“ besann er sich auf seine Wurzeln und konnte in den Genres Mundartrock und „volkstümlicher Schlager“ an alte Erfolge anschliessen.

## Ehrungen
2011 wurde ein Waggon der Dampf-Zahnradbahn Brienz-Rothorn auf den Namen „Willy Tell & sini Bänd“ getauft.

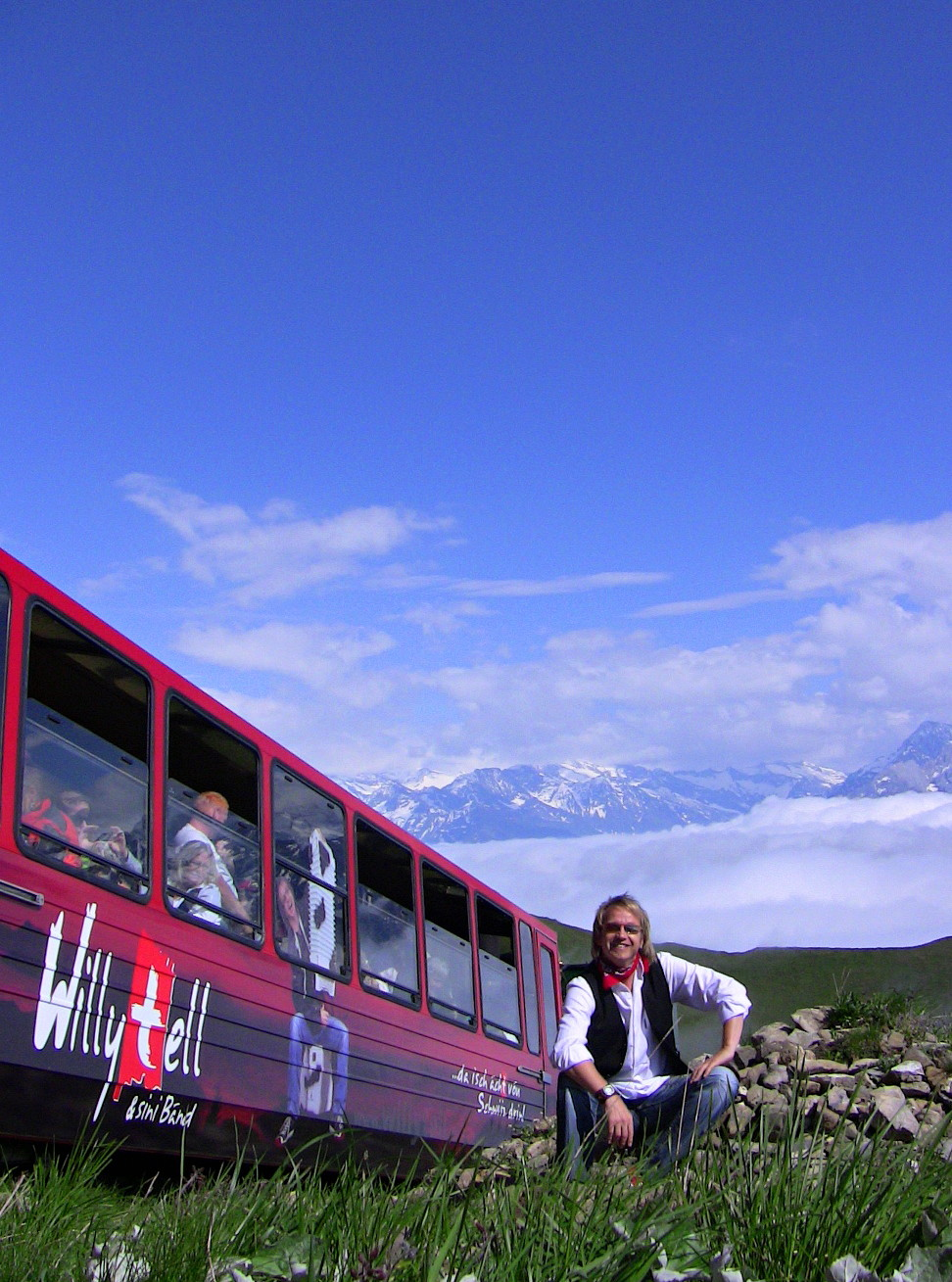
Willy Tell vor der Brienz-Rothorn-Bahn

## Diskografie
ChueLee
- 2004: Nie me ohni dich
- 2006: Aues geili Sieche
- 2006: Rock mi
- 2007: Hau rock! Üsi Hits und me

WillyTell & sini Buebä
- 2009: Volks-Alpen-Rock

WillyTell
- 2014: Musiker, ledig sucht
- 2017: Sing
- 2020 Verbundenheit

## Auszeichnungen  als Mitglied von ChueLee
- 2003: Schweizer Newcomer Mundart Band des Jahres bei Swiss Music Radio[7]
- 2006: Prix Walo in der Kategorie Schlager/Chanson[8]
- 2007: Goldene CD für über 15‘000 verkaufte Tonträger
- 2009: Goldene CD für über 15‘000 verkaufte Tonträger